# Skillet
Skillet este o formație rock creștină din Memphis, Tennessee, Statele Unite. Formația a fost înființată în anul 1996. Componența formației în prezent constă din soțul și soția John (vocal, bas) și Korey Cooper (chitară ritmică, clape, back vocal), alături de Jen Ledger (baterie, vocal) și Seth Morrison (chitară). Formația a lansat 8 albume, două din ele fiind nominalizate la Premiul Grammy: Collide și Comatose. Albumul Awake a fost certificat cu Platină și a  debutat pe Nr. 2 în topul Billboard 200, iar albumul Comatose a fost certificat cu Aur de către RIAA.

## Membri
Membri actuali

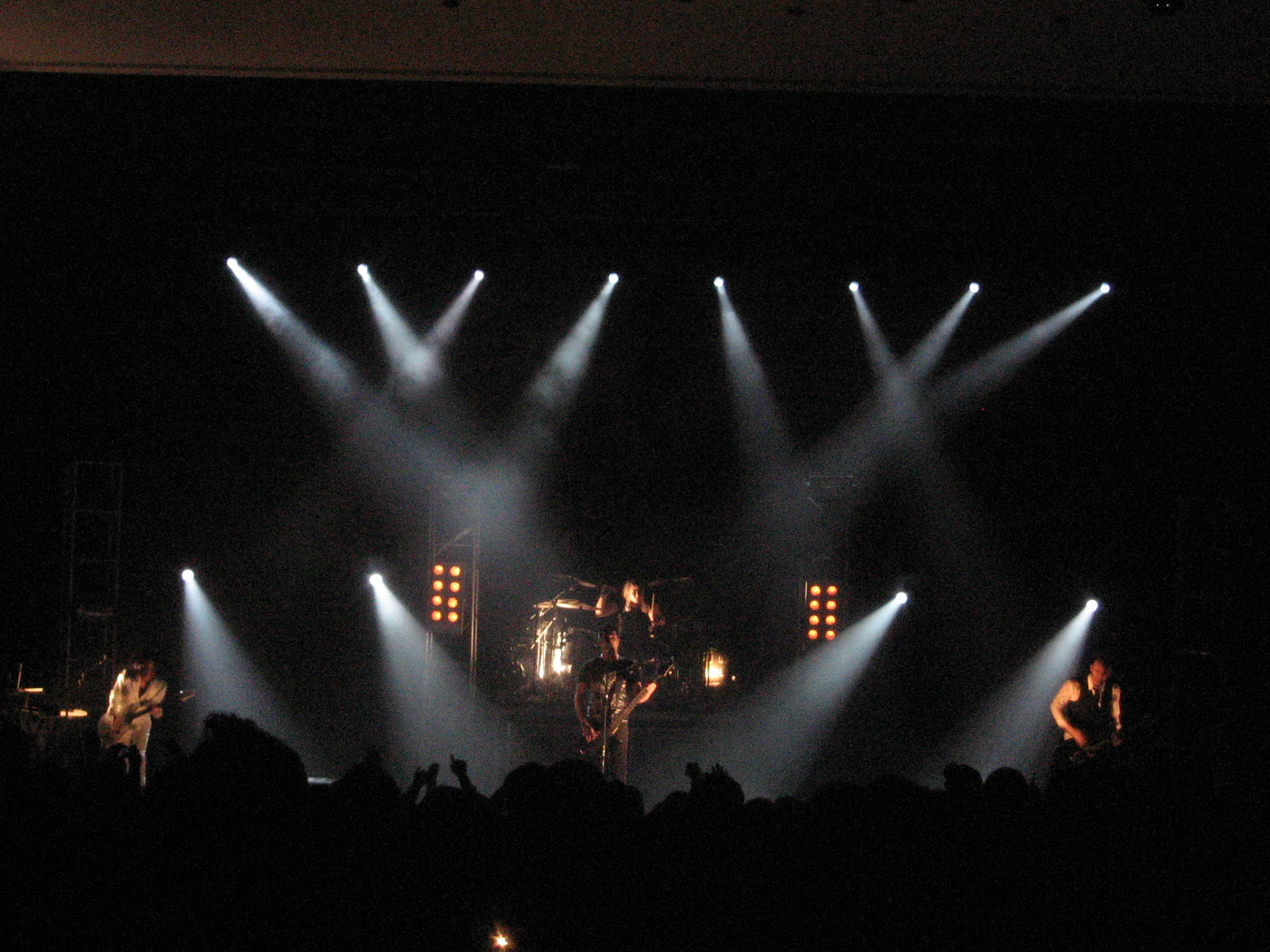
Skillet evoluând live pe 12 aprilie 2008 la în Anderson, Indiana

- John Cooper – vocal, chitară bas (1996–prezent)
- Korey Cooper – chitară ritmică, clape, back vocal (1999–prezent)
- Jen Ledger – baterie, vocal (2008–prezent)
- Seth Morrison – chitară (2011–prezent)

Foști membri
- Kevin Haaland – chitară (1999–2001)
- Ben Kasica – chitară (2001–2011, 2011)
- Trey McClurkin – baterie, back vocal (1996–2000)
- Lori Peters – baterie (2000–2007)
- Jonathan Salas – chitară (2011)
- Ken Steorts – chitară (1996–1999)

Membri de turnee
- Billy Dawson – chitară ritmică (2000)
- Faith Stern – clape, vocal (2002–2003)
- Chris Marvin – chitară ritmică, back vocal (2002–2003, 2005–2006)
- Andrea Winchell – clape (2005–2006)
- Jonathan Chu – vioară (2008–2015)
- Tate Olsen – violoncel (2008–prezent)
- Scotty Rock – bas (2009–2011)

### Cronologie

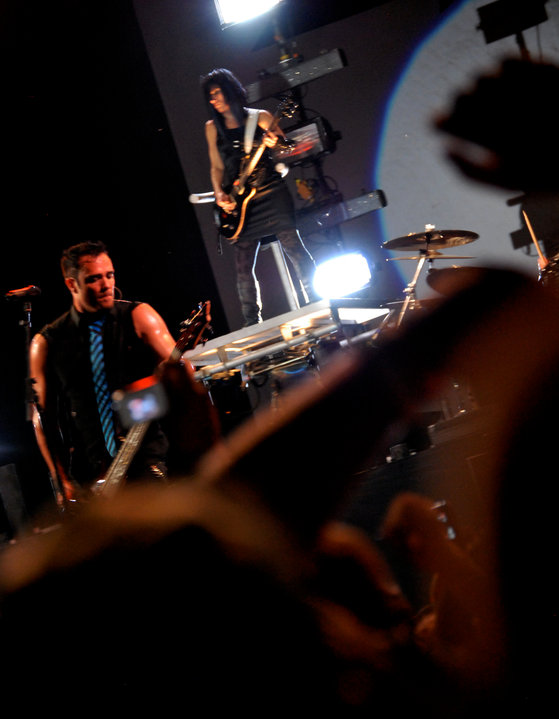
Skillet evoluând live pe 1 iulie 2010 la Cornerstone Festival (Illinois)

## Discografie
Albume de studio
- Skillet (1996)
- Hey You, I Love Your Soul (1998)
- Invincible (2000)
- Alien Youth (2001)
- Collide (2003)
- Comatose (2006)
- Awake (2009)
- Rise (2013)
- Unleashed (2016)
- Victorious (2019)
- Dominion (2022)
- Revolution (2024)

## Premii și nominalizări
| An   | Premiu                | Recipient            | Categorie                             | Rezultat     | Note |
| ---- | --------------------- | -------------------- | ------------------------------------- | ------------ | ---- |
| 2002 | GMA Dove Awards       | "Alien Youth"        | Rock Song of the Year                 | Nominalizare |      |
| 2002 | GMA Dove Awards       | Alien Youth          | Modern Rock Recorded Song of the Year | Nominalizare |      |
| 2003 | GMA Dove Awards       | "Vapor"              | Hard Music Recorded Song of the Year  | Nominalizare |      |
| 2004 | GMA Dove Awards       | "Savior"             | Modern Rock Recorded Song of the Year | Nominalizare |      |
| 2005 | Grammy Award          | Collide              | Best Rock Gospel Album                | Nominalizare |      |
| 2007 | Grammy Award          | Comatose             | Best Rock Gospel Album                | Nominalizare |      |
| 2007 | GMA Dove Awards       | Comatose             | Rock Album of the Year                | Nominalizare |      |
| 2007 | GMA Dove Awards       | "Rebirthing"         | Rock Song of the Year                 | Nominalizare |      |
| 2007 | GMA Dove Awards       | Skillet              | Artist of the Year                    | Nominalizare |      |
| 2008 | GMA Dove Awards       | "Comatose"           | Rock Song of the Year                 | Câștigat     |      |
| 2008 | GMA Dove Awards       | Skillet              | Artist of the Year                    | Nominalizare |      |
| 2009 | GMA Dove Awards       | Skillet              | Group of the Year                     | Nominalizare |      |
| 2009 | GMA Dove Awards       | Comatose Comes Alive | Rock Album of the Year                | Nominalizare |      |
| 2009 | GMA Dove Awards       | Comatose Comes Alive | Long Form Music Video of the Year     | Nominalizare |      |
| 2010 | GMA Dove Awards       | Skillet              | Artist of the Year                    | Nominalizare |      |
| 2010 | GMA Dove Awards       | Skillet              | Group of the Year                     | Nominalizare |      |
| 2010 | GMA Dove Awards       | "Hero"               | Rock Song of the Year                 | Nominalizare |      |
| 2010 | GMA Dove Awards       | "Hero"               | Short Form Music Video of the Year    | Nominalizare |      |
| 2010 | GMA Dove Awards       | "Monster"            | Short Form Music Video of the Year    | Nominalizare |      |
| 2010 | GMA Dove Awards       | Awake                | Rock Album of the Year                | Nominalizare |      |
| 2011 | Billboard Music Award | Awake                | Christian Almbum                      | Câștigat     |      |
| 2011 | GMA Dove Awards       | "One Day Too Late"   | Rock Song of the Year                 | Nominalizare |      |
| 2011 | GMA Dove Awards       | "Lucy"               | Rock Song of the Year                 | Nominalizare |      |
| 2012 | Drummies! Award       | Jen Ledger           | Rising Star                           | Câștigat     |      |
| 2012 | Drummies! Award       | Jen Ledger           | Independient Drummer                  | Nominalizare |      |
| 2013 | GMA Dove Awards       | "Sick of It"         | Rock Song of the Year                 | Câștigat     |      |
| 2013 | Loudwire Music Awards | Rise                 | Album of the Year                     | Câștigat     |      |
| 2013 | Loudwire Music Awards | Rise                 | Rock Album of 2013                    | Câștigat     |      |
| 2013 | HM Awards             | Rise                 | Best Album                            | Câștigat     |      |
| 2013 | HM Awards             | Skillet              | Best Band                             | Câștigat     |      |
| 2013 | HM Awards             | Skillet              | Best HM Cover                         | Câștigat     |      |